# Tunbergija
Tunbergija (lat. Thunbergia nom. cons.), biljni rod iz porodice primogovki. Postoji preko 140 vrsta jednogodišnjeg raslinja, vazdazelenih trajnica, penjačica i grmova. Rod je raširen u tropskim krajevima Afrike, Azije i Amerike. U Hrvatskoj se uzgaja kao ukrasna biljka crnooka suzana (T. alata).

## Etimologija
Latinsko ime roda dano je u čast švedskog prirodoslovca Carla Petera Thunberga. 

## Opis
Zeljaste biljke, uspravne, puzave ili penjačice. Listovi nasuprotni, ponekad srcasti ili nazubljeni pri dnu. Cvjetovi aksilarni. Pricvjetni listići 2, veliki, eliptični ili jajasti, obavijaju malu čašku. Čaška obično od 10-18 linearnih zubaca, rjeđe u obliku malog tanjura. Prašnika 4, dvostrukih, 2-tekusna; prašnici koji se otvaraju uzdužnim prorezima. Retinakula 0. Ovarij 2-lokularan, sa 2 ovula u svakom lokulusu. Plod je kuglasta kljunasta čahura. Odlikuje se velikim braktejama, čaškom s brojnim režnjevima, načinom odvajanja prašnika i kljunastim plodom. 

## Vrste
1. Thunbergia adenocalyx Radlk.
2. Thunbergia affinis S. Moore
3. Thunbergia alata Bojer ex Sims
4. Thunbergia amoena C. B. Clarke
5. Thunbergia amphaii Suwanph., K. Khamm., D. J. Middleton & Suddee
6. Thunbergia anatina Benoist
7. Thunbergia angolensis S. Moore
8. Thunbergia angulata Hils. & Bojer ex Hook.
9. Thunbergia annua Hochst. ex Nees
10. Thunbergia armipotens S. Moore
11. Thunbergia arnhemica F. Muell.
12. Thunbergia atacorensis Akoègn. & Lisowski
13. Thunbergia atriplicifolia E. Mey.
14. Thunbergia austromontana Vollesen
15. Thunbergia bancana Bremek.
16. Thunbergia barbata Vollesen
17. Thunbergia batjanensis Bremek.
18. Thunbergia battiscombei Turrill
19. Thunbergia benguettensis Bremek.
20. Thunbergia bianoensis De Wild. & Ledoux
21. Thunbergia bicolor (Wight) Manilal & Suresh
22. Thunbergia bogoroensis De Wild.
23. Thunbergia brachypoda Bremek.
24. Thunbergia brachytyla Bremek.
25. Thunbergia buennemeyeri Bremek.
26. Thunbergia capensis Retz.
27. Thunbergia celebica Bremek.
28. Thunbergia chrysops Hook.
29. Thunbergia ciliata De Wild.
30. Thunbergia citrina Vollesen
31. Thunbergia coccinea Wall.
32. Thunbergia colpifera B. Hansen
33. Thunbergia convolvulifolia Baker
34. Thunbergia crispa Burkill
35. Thunbergia crispula Bremek.
36. Thunbergia cuanzensis S. Moore
37. Thunbergia cyanea Bojer ex Nees
38. Thunbergia cycloneura Bremek.
39. Thunbergia cycnium S. Moore
40. Thunbergia cynanchifolia Benth.
41. Thunbergia dasychlamys Bremek.
42. Thunbergia dregeana Nees
43. Thunbergia eberhardtii Benoist
44. Thunbergia erecta (Benth.) T. Anderson
45. Thunbergia erythreae Schweinf. ex Lindau
46. Thunbergia eymae Bremek.
47. Thunbergia fasciculata Lindau
48. Thunbergia fischeri Engl.
49. Thunbergia fragrans Roxb.
50. Thunbergia geoffrayi Benoist
51. Thunbergia gibsonii S. Moore
52. Thunbergia gossweileri S. Moore
53. Thunbergia gracilis Benoist
54. Thunbergia graminifolia De Wild.
55. Thunbergia grandiflora (Roxb. ex Rottler) Roxb.
56. Thunbergia gregorii S. Moore
57. Thunbergia guerkeana Lindau
58. Thunbergia hamata Lindau ex Engl.
59. Thunbergia hastata Decne.
60. Thunbergia hebecocca Bremek.
61. Thunbergia hederifolia Bremek.
62. Thunbergia heterochondros (Mildbr.) Vollesen
63. Thunbergia hirsuta T. Anderson
64. Thunbergia hossei C. B. Clarke
65. Thunbergia huillensis S. Moore
66. Thunbergia hyalina S. Moore
67. Thunbergia ilocana Bremek.
68. Thunbergia impatienoides Suwanph. & S. Vajrodaya
69. Thunbergia javanica C. F. Gaertn.
70. Thunbergia jayii S. Moore
71. Thunbergia kangeanensis Bremek.
72. Thunbergia kasajuana Bh. Adhikari & J. R. I. Wood
73. Thunbergia kirkiana T. Anderson
74. Thunbergia kirkii Hook. fil.
75. Thunbergia laborans Burkill
76. Thunbergia laevis Wall. ex Nees
77. Thunbergia lamellata Hiern
78. Thunbergia lancifolia T. Anderson
79. Thunbergia lathyroides Burkill
80. Thunbergia laurifolia Lindl.
81. Thunbergia leucorhiza Benoist
82. Thunbergia liebrechtsiana De Wild. & T. Durand
83. Thunbergia longifolia Lindau
84. Thunbergia lutea (Lindl.) T. Anderson
85. Thunbergia macalensis Bremek.
86. Thunbergia malangana Lindau
87. Thunbergia masisiensis De Wild.
88. Thunbergia mauginii Fiori
89. Thunbergia mechowii Lindau
90. Thunbergia microchlamys S. Moore
91. Thunbergia mildbraediana Lebrun & Touss.
92. Thunbergia minziroensis Vollesen
93. Thunbergia mufindiensis Vollesen
94. Thunbergia mysorensis (Wight) T. Anderson ex Bedd.
95. Thunbergia napperae Mwachala, Malombe & Vollesen
96. Thunbergia natalensis Hook.
97. Thunbergia neglecta Sond.
98. Thunbergia nepalensis Bh. Adhikari & J. R. I. Wood
99. Thunbergia nivea Craib
100. Thunbergia oblongifolia Oliv.
101. Thunbergia oubanguiensis Benoist
102. Thunbergia palawanensis Bremek.
103. Thunbergia papilionacea W. W. Sm.
104. Thunbergia parviflora Bremek.
105. Thunbergia parvifolia Lindau
106. Thunbergia paulitschkeana Beck
107. Thunbergia petersiana Lindau
108. Thunbergia pleistodonta Bremek.
109. Thunbergia pondoensis Lindau
110. Thunbergia purpurata Harv. ex C. B. Clarke
111. Thunbergia pynaertii De Wild.
112. Thunbergia quadrialata Lindau
113. Thunbergia quadricostata Bremek.
114. Thunbergia racemosa Vollesen
115. Thunbergia recasa S. Moore
116. Thunbergia reniformis Vollesen
117. Thunbergia retefolia S. Moore
118. Thunbergia reticulata Nees
119. Thunbergia richardsiae Vollesen
120. Thunbergia ridleyi Bremek.
121. Thunbergia rogersii Turrill
122. Thunbergia rufescens Lindau
123. Thunbergia ruspolii Lindau
124. Thunbergia schimbensis S. Moore
125. Thunbergia schliebenii Vollesen
126. Thunbergia schweinfurthii S. Moore
127. Thunbergia serpens Vollesen
128. Thunbergia siantanensis Bremek.
129. Thunbergia similis Craib
130. Thunbergia smilacifolia Kurz
131. Thunbergia solmsiana Lindau
132. Thunbergia stellarioides Burkill
133. Thunbergia stelligera Lindau
134. Thunbergia stenochlamys Bremek.
135. Thunbergia subalata Lindau
136. Thunbergia subcordatifolia De Wild.
137. Thunbergia thespesiifolia Bremek.
138. Thunbergia togoensis Lindau
139. Thunbergia trachychlamys Bremek.
140. Thunbergia trichocarpa Bremek.
141. Thunbergia tsavoensis Vollesen
142. Thunbergia usambarica Lindau
143. Thunbergia venosa C. B. Clarke
144. Thunbergia verdcourtii Vollesen
145. Thunbergia vogeliana Benth.
146. Thunbergia vossiana De Wild.